# Mondfleck-Herbsteule

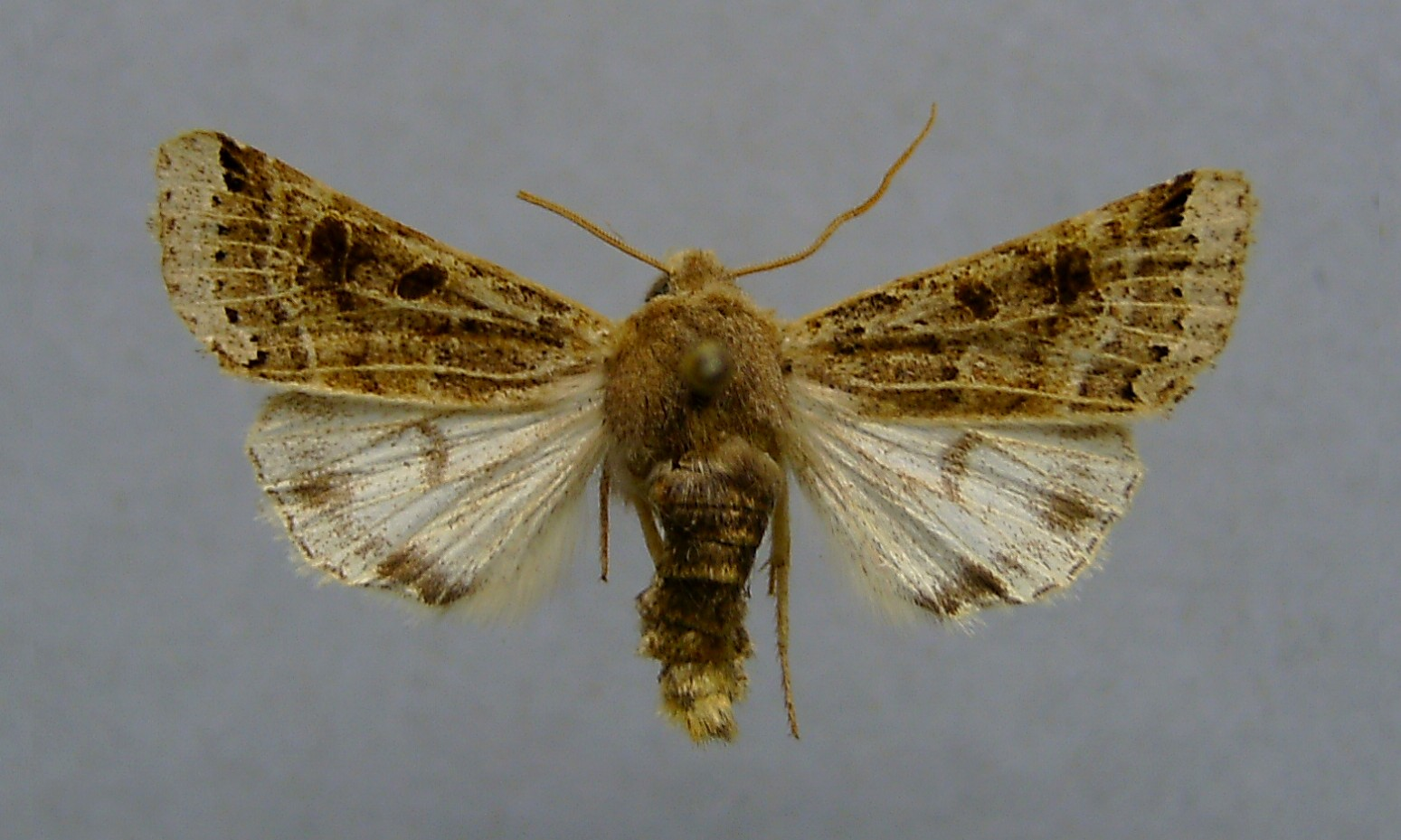
Präparat einer hellbraunen Farbvariante

Die Mondfleck-Herbsteule (Omphaloscelis lunosa), zuweilen auch als Westliche Wollschenkeleule bezeichnet, ist ein Schmetterling (Nachtfalter) aus der Familie der Eulenfalter (Noctuidae).

## Merkmale

### Falter
Die Flügelspannweite der Falter beträgt 30 bis 38 Millimeter. Die Farbvariabilität der Vorderflügel ist außerordentlich groß und weist rotbraune, graubraune, schwarzgraue, hellbraune, ockergelbe oder grüngelbe Tönungen auf. Die Adern sind meist hell bestäubt. Ring- und Nierenmakel heben sich deutlich in zumeist schwarzer Farbe hervor, Zapfenmakel sind nicht vorhanden. Die Querlinien sind doppelt ausgeführt und hell gefüllt, die Wellenlinie wird oftmals aus schwarzen Punkten gebildet. Neben dem Apex befindet sich am Vorderrand ein dunkelbrauner Fleck. Die milchig weißen Hinterflügel zeigen zwei bis drei dunkelgraue Saumflecke, die zuweilen zu einer Binde verlaufen sowie einen gleichfarbigen, halbmondförmigen Diskalfleck. Von diesem Merkmal leitet sich auch der Name der Art ab (lat. luna = Mond) und macht sie praktisch unverwechselbar.

### Ei
Das Ei hat eine grauweiße Farbe und ist mit vielen Längsrippen und einigen rotbraunen Flecken versehen. 

### Raupe
Die Raupen variieren farblich von bräunlich über rötlich bis zu grünlich oder gelblich und besitzen eine helle Rückenlinien, nach oben schwarz eingefasste, schmale gelbe Seitenstreifen sowie schwarze Punktwarzen und kurze dunkle Borsten. 

## Verbreitung und Lebensraum
Das Vorkommen der Art war im 19. Jahrhundert aus Nordwestafrika und Südeuropa sowie aus Großbritannien, Belgien und den Niederlanden dokumentiert. In den 1930er Jahren erreichte sie erstmals auch Deutschland und breitet sich seitdem weiter aus. Die Mondfleck-Herbsteule ist sowohl auf trockenen als auch auf feuchten Gras- und Wiesenlandschaften anzutreffen.

## Lebensweise
Die nachtaktiven Falter saugen zuweilen an Blüten und besuchen künstliche Lichtquellen und Köder. Hauptflugzeit der univoltinen Falter sind die Monate August bis November. Die Raupen leben ab dem Spätherbst, überwintern und verpuppen sich im Juli des folgenden Jahres. Sie ernähren sich von verschiedenen Gräsern.

## Gefährdung
Die Mondfleck-Herbsteule ist in Deutschland in einigen, überwiegend westlichen Regionen verbreitet und kann gebietsweise auch zahlreich auftreten, so dass sie auf der Roten Liste gefährdeter Arten dort als „nicht gefährdet“ eingestuft wird. Da die Art sich noch in einer Ausbreitungsphase befindet, wird ihr Gefährdungsgrad regional auch als „ungeklärt“ bezeichnet.